# 21422 Alexacarey
21422 Alexacarey è un asteroide della fascia principale. Scoperto nel 1998, presenta un'orbita caratterizzata da un semiasse maggiore pari a 2,1849565 UA e da un'eccentricità di 0,0495476, inclinata di 3,42293° rispetto all'eclittica.